# Welfia regia
Welfia regia ist eine in Zentral- und Südamerika heimische Palmenart aus der Gattung Welfia. Sie ist mäßig groß und fiederblättrig. Charakteristisch sind die kräftigen blütentragenden Achsen mit tiefen Gruben, in denen die Blüten stehen, die männlichen Blüten mit zahlreichen Staubblättern, und die zweikieligen Früchte.

## Merkmale

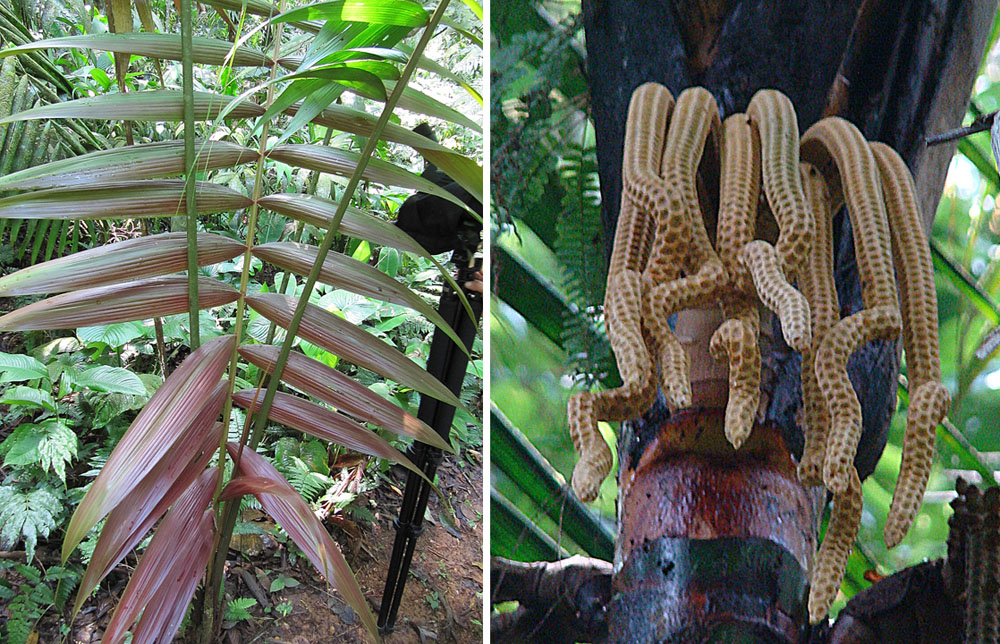
Welfia regia

Welfia regia ist eine mäßig große, einzelstämmige und unbewehrte Palmenart. Sie ist mehrmals blühend und einhäusig getrenntgeschlechtig (monözisch). Der Stamm ist aufrecht. Die Blattnarben sind auffällig, breit und eher entfernt stehend. Der obere Stammteil ist orangefarben bis braun.
Die Palmen werden 6 bis 25 m hoch, wobei der Stamm 4,4 bis 22,5 m hoch wird und einen Durchmesser von 10 bis 25 cm erreicht. Die Krone besteht aus rund 17 (9 bis 24) Blättern pro Stamm. Die Blattscheiden sind rund 100 (23 bis 165) cm lang, die Blattstiele sind eher kurz. Die Rhachis ist im Schnitt 440 (279 bis 540) cm lang. An jeder Blattseite stehen im Schnitt 73 (33 bis 90) Fiederblättchen.
Das Vorblatt des Blütenstands ist im Schnitt 103,3 (97 bis 113) cm lang. Die Tragblätter am Blütenstandsstiel sind rund 94,8 (80 bis 105) cm lang und setzen rund 2,4 (1,5–4,5) cm über dem Vorblatt an. Der Blütenstandsstiel ist im Schnitt 16,1 (8 bis 30) cm lang und hat 44,9 (27,6 bis 59,1) mm Durchmesser. Es gibt im Schnitt 9 (7 bis 15) Rachillae, diese sind 71,2 (46,5 bis 110) cm lang und 21,9 (12,2 bis 31,9) mm im Durchmesser. Die männlichen Blüten haben im Schnitt 38 (33 bis 43) Staubblätter.
Die Früchte sind mandelförmig und dorsiventral zusammengedrückt. Seitlich sind sie gefurcht, besonders zur Spitze hin. Das Ende ist gespitzt. Die Basis ist nicht kontrahiert. Die Frucht ist im Schnitt 34,2 (28,6 bis 40,8) mm lang und hat einen Durchmesser von 15,2 (10,8 bis 18,2) mm Durchmesser.

## Verbreitung und Standorte
Das Verbreitungsgebiet umfasst Nicaragua, Costa Rica, Panama, das westliche Kolumbien und das westliche Ecuador. Vorkommen in Honduras sind nicht gesichert. Welfia regia wächst vom Tiefland bis in Höhen von 1325 m in Tiefland- und Bergregenwald.

## Systematik
Welfia regia wurde zwar 1869 von Hermann Wendland erstbeschrieben, allerdings ohne Beschreibung der Art oder Verweis auf ein Specimen. Erst E.André hat 1871 eine Beschreibung und Illustration der Art in L’Illustration Horticole Band 18, Seite 92–94
gegeben.
Welfia georgii Wendland ist ein Synonym von Welfia regia. Seit der Beschreibung 1869 wurde sie als eigene Art angesehen, erst Henderson hat sie 1995 in der Synonymie zu Welfia regia versenkt. Dies wurde durch die Analysen von Henderson und Villalba 2013 bestätigt.